# 韩国陆军第7步兵师
第7步兵师（韩语：／）是韩国陆军的一个作战单位。目前在朝韩非军事区周围的华川郡，江原道执行巡逻任务。它由一个总前哨旅（第5或第8旅）、一个预备旅（第3旅）、一个炮兵旅和一个下属部队组成。

## 结构
- 师部：
  - 化工连
  - 非军事区巡逻连
  - 装甲营
  - 信号营
  - 侦察营
  - 工兵营
  - 支援营
  - 医疗大队
- 第3步兵旅
- 第5步兵旅
- 第8步兵旅
- 炮兵旅

## 历史
在朝鲜战争期间，第7步兵师共参加了28场战斗。
该师于1949年6月10日在首尔组建。并于1949年9月14日首次参战，当时在智异山与共产党游击队作战。在大田沦陷后，该师的几百名幸存者参加了釜山外围之战。在釜山外围战役中，第7步兵师与第3、第5、第8步兵团重新组建，并在永川战役中摧毁了朝鲜的两个师。
1950年11月26日，在土耳其人将朝鲜人误认为中国人后，一些从德村撤退的韩国第6师和第7师的韩军士兵被土耳其旅袭击。125名韩军被俘，其中许多人被土耳其人屠杀。这一事件被美国和欧洲媒体错误地报道为土耳其战胜中国人，即使在向美国人得知真相后，媒体也没有做出任何努力来纠正这个故事。   
在1950年11月中国志愿军参战后，美国第2步兵师，土耳其旅，和韩国第6，7和第8步兵师都遭受了重大损失，这些部队需要大量时间休整以重新恢复战斗力。恢复后，第7师作为第二军的一部分参加了金城之战。